# Randiella minuta
Randiella minuta is een ringworm uit de familie van de Randiellidae. De wetenschappelijke naam van de soort is voor het eerst geldig gepubliceerd in 1986 door Erséus & Strehlow.